# Selenops lepidus
Selenops lepidus är en spindelart som beskrevs av Muma 1953. Selenops lepidus ingår i släktet Selenops och familjen Selenopidae. Inga underarter finns listade i Catalogue of Life.